# Sant Vicenç de Montferrer
Sant Vicenç de Montferrer és l'església parroquial del poble de Montferrer, del municipi de Montferrer i Castellbò (Alt Urgell), protegida com a bé cultural d'interès local.

## Descripció
L'església és de planta basilical, d'una sola nau capçada a nord-oest amb capçalera plana. La nau és coberta amb cinc trams de volta de canó amb llunetes, separats per arcs torals, que arrenca d'un fris motllurat, i a ella s'obren també tres parelles de capelles laterals a banda i banda, a través d'arcs de mig punt i intercomunicades entre elles. El temple presenta un cor de fusta als peus, que descansa sobre una estructura d'obra oberta a la nau a través d'un arc rebaixat. A diferència de l'interior, els paraments externs són en pedra vista. L'accés del temple es troba al frontis en la façana sud-est. Es tracta d'una porta en arc de mig punt, amb inscripció de la data de 1771, coronat per un ull de bou circular. De la cantonada de llevant d'aquesta façana arrenca un campanar de torre de secció quadrangular, amb finestres de mig punt als quatre vents al pis superior i coronat per una terrassa amb merlets afegits modernament.

## Història
L'església de Montferrer és documentada des de l'any 1093, encara que el castell de Montferrer és documentat almenys de dos anys abans. En un testament de l'any 1125, vinculat al castell de Montferrer, s'esmenten els clergues de l'església de Sant Vicenç. El lloc i el castell de Montferrer passaren a l'església d'Urgell a principis del segle xiii, possessió que mantingué
fins al segle xix. L'església parroquial de Sant Vicenç fou visitada pels delegats de l'arquebisbe de Tarragona els anys 1312 i 1314. L'actual església és cap de la demarcació parroquial que inclou la veïna parròquia d'Arfa.